# Epichnopterix pusilella
Epichnopterix pusilella är en fjärilsart som beskrevs av Hans Rebel 1940. Epichnopterix pusilella ingår i släktet Epichnopterix och familjen säckspinnare. Inga underarter finns listade i Catalogue of Life.